# Schwalbenschwanz-Smaragdkolibri
Der Schwalbenschwanz-Smaragdkolibri (Cynanthus forficatus, Syn. Chlorostilbon forficatus) ist eine Vogelart aus der Familie der Kolibris (Trochilidae), die endemisch auf den Inseln Cozumel und Isla Mujeres vor der Halbinsel Yucatán ist. Der Bestand wird von der IUCN als nicht gefährdet (Least Concern) eingeschätzt. Die Art gilt als monotypisch.

## Merkmale
Der Schwalbenschwanz-Smaragdkolibri erreicht eine Körperlänge von etwa 8 bis 9,5 cm. Der gerade Schnabel ist etwa so lang wie der Kopf bzw. etwas länger. Das erwachsene Männchen hat einen langen stark gegabelten Schwanz. Der Kopf und der Körper ist smaragdgrün, der Oberkopf und die Unterseite glitzern grün. Der Schwanz ist blauschwarz mit Ausnahme der bräunlich grauen Spitzen der inneren Steuerfedern. Das ausgewachsene Weibchen hat ebenfalls einen gegabelten Schwanz. Der weiße Augenstreif steht im Kontrast zum grünen Oberkopf und den schwärzlichen Ohrdecken. Der Nacken und die Oberseite sind grün, die Unterseite hell grau. Die tief blaugrünen inneren Schwanzfedern und die äußeren schwärzlichen Steuerfedern haben weiße Spitzen an den äußersten drei Paaren. Die Basis der Außenfahnen ist an den äußersten zwei Paaren weiß.

## Verhalten und Ernährung
Der Schwalbenschwanz-Smaragdkolibri bezieht seinen Nektar aus trockenen Wäldern und von deren Rändern. Er ernährt sich ebenso von Insekten. Sein Futter erbeutet er sich von Pflanzen der gesamten Insel, inklusive Stadtgärten, Jungle und Mangroven.

## Lautäußerungen
Der Gesang des Schwalbenschwanz-Smaragdkolibris wird mit trockenen ratternden und schnatternden Tönen beschrieben. Diese ähneln anderen Arten der Gattung Chlorostilbon.

## Fortpflanzung
Über die Brutbiologie des Schwalbenschwanz-Smaragdkolibris ist nichts bekannt. Es wird vermutet, dass das Brutverhalten dem des Blauschwanz-Smaragdkolibris ähnelt.

## Verbreitung und Lebensraum

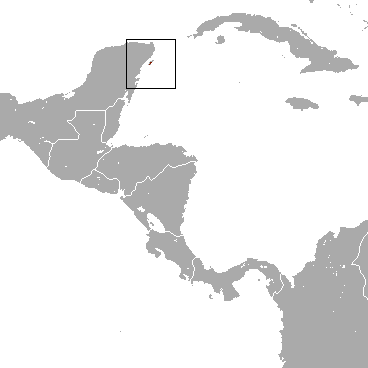
Verbreitungsgebiet des Schwalbenschwanz-Smaragdkolibris

Der Schwalbenschwanz-Smaragdkolibri bevorzugt buschige Waldungen, Gestrüpp und Sekundärvegetation.

## Etymologie und Forschungsgeschichte
Die Erstbeschreibung des Schwalbenschwanz-Smaragdkolibris erfolgte 1885 durch Robert Ridgway unter dem wissenschaftlichen Namen Chlorostilbon forficatus. Das Typusexemplar stammte aus Cozumel und wurde am 23. Januar 1885 von James Everard Benedict (1854–1940), Tarleton Hoffman Bean (1846–1916) und Thomas Lee (1858–1936) gesammelt. Lange wurde er in der 1853 von John Gould neu eingeführten Gattung Chlorostilbon eingeordnet. »Chlorostilbon« setzt sich aus den griechischen Worten »chlōros χλωρός« für »grün« und »stilbōn στίλβων« für »scheinend« zusammen. Die Griechen gaben dem Merkur den Beinamen Stilbōn was auf das Verb »stilb« für »blinken« zurückzuführen ist. William Swainson erstbeschrieb 1827  den Breitschnabelkolibri unter dem heutigen Namen Cynanthus latirostris. Mit der neuen Art führte er auch dir neue Gattung Cynanthus ein. Dieser Name ist ein griechisches Gebilde aus »κυανός cyanos« für »dunkelblau« und »ἄνθος anthos« für »Blüte«. Der Artname »forficatus« ist ein lateinisches Wortgebilde aus »forfex, forficis« für »Schere« und »facere« für »machen«.